# Byrgius (cràter)
Byrgius és un cràter d'impacte situat a la part occidental de la Lluna, prop de llimbs. En conseqüència, apareix amb una forma fortament ovalada causa de l'escorç. Al nord-oest apareixen les restes del cràter Lamarck.

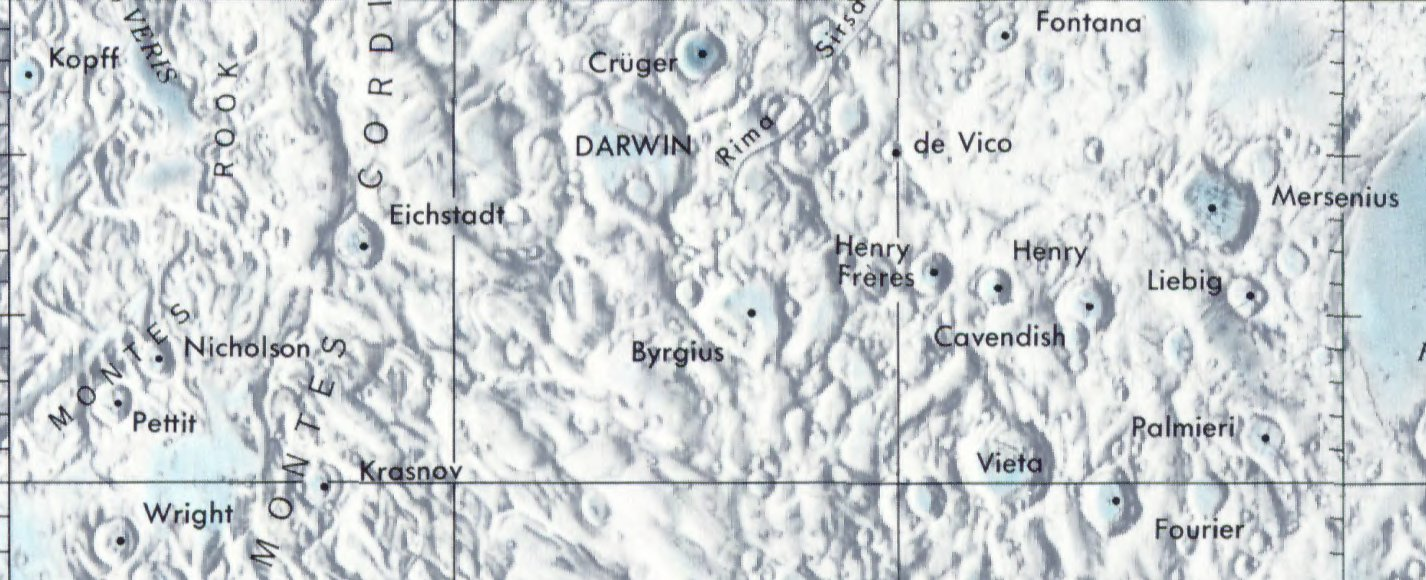
Localització de Byrgius (centre de la imatge)
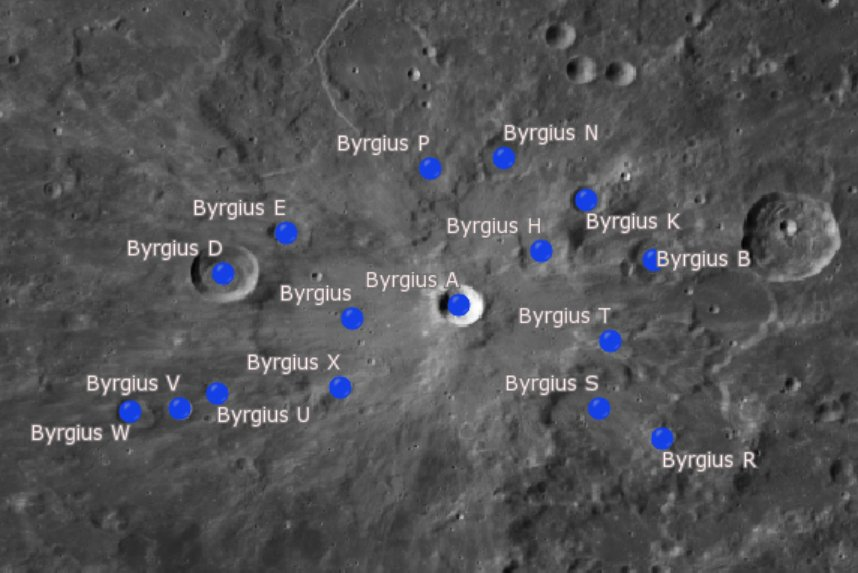
Cràters satèl·lit

La vora de Byrgius està desgastada i erosionada, amb Byrgius A recobrint la vora oriental i Byrgius D travessant al costat nord-oest. El sòl és relativament pla i poc marcat per cràters significatius. Byrgius A posseeix el seu propi sistema de marques radials que s'estén per més de 400 km.

## Cràters satèl·lit
Per convenció aquests elements són identificats en els mapes lunars posant la lletra en el costat del punt central del cràter que està més proper a Byrgius.
| Byrgius | Coordenades                          | Diàmetre |
| ------- | ------------------------------------ | -------- |
| A       | 24° 30′ S, 63° 42′ O / 24.5°S,63.7°O | 19 km    |
| B       | 23° 54′ S, 60° 48′ O / 23.9°S,60.8°O | 23 km    |
| D       | 24° 06′ S, 67° 06′ O / 24.1°S,67.1°O | 27 km    |
| E       | 23° 30′ S, 66° 12′ O / 23.5°S,66.2°O | 18 km    |
| H       | 23° 42′ S, 62° 24′ O / 23.7°S,62.4°O | 27 km    |
| K       | 23° 00′ S, 61° 48′ O / 23.0°S,61.8°O | 14 km    |
| N       | 22° 18′ S, 63° 06′ O / 22.3°S,63.1°O | 20 km    |
| P       | 22° 36′ S, 64° 06′ O / 22.6°S,64.1°O | 19 km    |
| R       | 26° 30′ S, 60° 42′ O / 26.5°S,60.7°O | 7 km     |
| S       | 26° 12′ S, 61° 24′ O / 26.2°S,61.4°O | 43 km    |
| T       | 25° 06′ S, 61° 30′ O / 25.1°S,61.5°O | 5 km     |
| U       | 25° 48′ S, 67° 12′ O / 25.8°S,67.2°O | 13 km    |
| V       | 26° 00′ S, 67° 48′ O / 26.0°S,67.8°O | 9 km     |
| W       | 26° 06′ S, 68° 30′ O / 26.1°S,68.5°O | 14 km    |
| X       | 25° 42′ S, 65° 24′ O / 25.7°S,65.4°O | 6 km     |